# Hsuan Huai
MV Hsuan Huai (Xuan Huai Lun, кит. 宣懷輪) — грузовой пароход, потерпевший крушение в 1948 году, что привело к гибели около 6000 человек, принадлежащих к националистическим войскам в Китае.

## Корабль
Hsuan Huai принадлежал к типу грузовых пароходов N3-S-A2. Построен в 1945 году в Новом Орлеане (США). В момент крушения судно принадлежало China Merchants Steam Navigation Co. Предыдущими владельцами являлись US Maritime Commission — War Shipping Administration — WSA.), Washington D.C. (1945 г.), MOWT — Ministry of War Transport (WWII), London (1945—1947 гг.), Chinese Nationalist Government (1947—1948 гг.)

## Катастрофа
К ноябрю 1948 г. Националистическая армия Китая на северо-востоке была уничтожена. Единственной силой сопротивления оставался армейский корпус 52, который к этому времени находился в порту Инкоу. Для спасения военных было решено переправить их на корабле по морю в более безопасное для них место. Для этой цели было использован пароход MV Hsuan Huai. Пароход был загружен 3000 баррелями бензина, амуницией и спасавшимися людьми. Вблизи порта YingKou на судне произошёл взрыв и возгорание. По воспоминаниям одного из очевидцев, возгорание произошло по вине солдат, которые курили под палубой. Моряки и солдаты не сумели справиться с пожаром. По сведениям из Австралийской прессы, «Более 2000 солдат Китайских Националистов погибло во время пожара, произошедшего на судне HSUAN HUAI в Маньчжурский порт». Согласно историческим запискам 52 армейского корпуса, число погибших составило 3000 человек.
Эта история до конца не слишком хорошо известна, поскольку власти Китая пытаются скрыть подробности происшествия. Однако имеются видеокадры катастрофы.